# Raimondo VII di Tolosa
Raimondo VII di Tolosa, detto Raimondo il Giovane (Beaucaire, luglio 1197 – Millau, 27 settembre 1249), fu conte di Tolosa e marchese di Provenza dal 1222 fino alla sua morte e duca di Narbona dal 1222 al 1229.

## Origine
Figlio maschio primogenito del conte di Tolosa, marchese di Provenza e duca di Narbona, Raimondo VI e di Giovanna d'Inghilterra (come risulta dagli Annales de Burton), che secondo la Chronique de Robert de Torigny, tome I era la (settima) figlia del re d'Inghilterra Enrico II Plantageneto (1133-1189) e di Eleonora, duchessa d'Aquitania (1122-1204). Sua madre, come moglie di Guglielmo II il Buono (come ci conferma il Continuatore di Guglielmo di Tiro), era stata regina consorte di Sicilia.
Raimondo VI di Tolosa era il figlio maschio primogenito del conte di Tolosa, marchese di Provenza e duca di Narbona, Raimondo V e di Costanza di Francia (come risulta dalla Chronica Albrici Monachi Trium Fontium, e dalla Histoire Générale de Languedoc, avec des Notes, Tome IV), figlia del re di Francia, Luigi VI detto il Grosso, e di Adelaide di Moriana, figlia di Umberto II(1065 – 1103), conte di Savoia, detto il Rinforzato, e di Giselda di Borgogna, figlia di Guglielmo I di Borgogna.

## Biografia

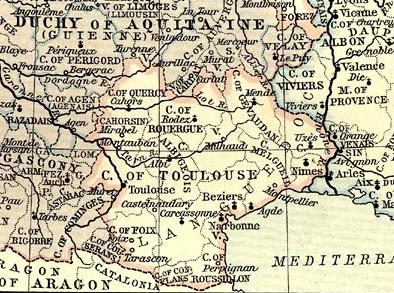
La contea di Tolosa, nel 1154.

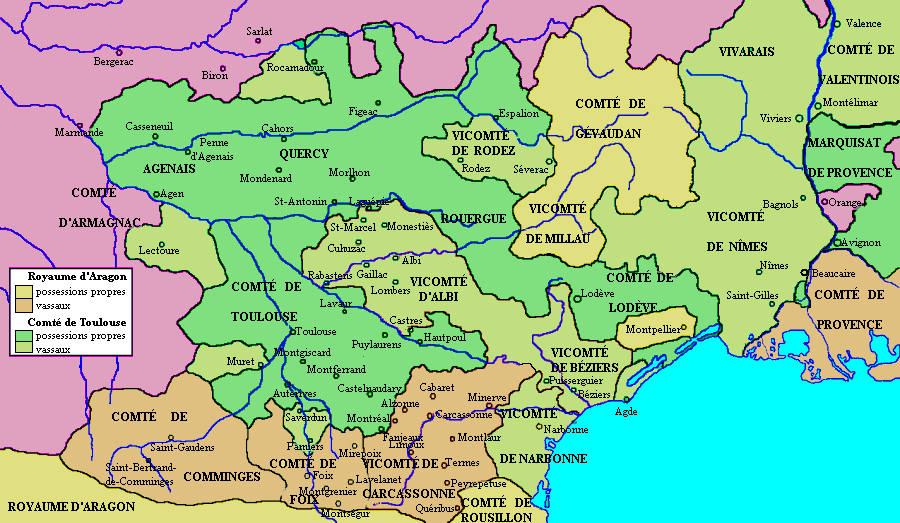
L'Occitania, nel 1209.

La Histoire Générale de Languedoc, Preuves, Tome V ricorda sia il matrimonio dei suoi genitori che la nascita di Raimondo; e la nascita di Raimondo viene ricordata anche della Chronique de Guillaume de Puylaurens, che afferma che, nacque, nel 1197, a Beaucaire, nella diocesi di Arles.
Nel 1205, suo padre, Raimondo VI, secondo la Spicilegium Tome III, p. 621, stipulò, col re d'Aragona, Pietro II, un contratto di fidanzamento tra Raimondo e la figlia di Pietro II, Sancha, che aveva poche settimane di vita, ed era la nipote della sua matrigna, Eleonora d'Aragona. Sancha morì l'anno dopo.
Secondo la Historia Albigensium di Petrus Vallis Caernaii suo padre Raimondo VI, dopo che Simone di Montfort, aveva preso il comando della Crociata contro gli albigesi, sotto giuramento, promise a Simone che Raimondo avrebbe sposato una delle sue figlie, di cui non viene fatto il nome); ma poi Raimondo VI, sempre secondo la Historia Albigensium di Petrus Vallis Caernaii, non tenne fede al giuramento.
Nel settembre del 1209, secondo la Histoire Générale de Languedoc, avec des Notes Tome V, Raimondo viene ricordato come suo erede, nel testamento del padre Raimondo VI, dove venivano citati anche lo zio, Baldovino la matrigna, Eleonora ed i fratellastri, figli illegittimi di Raimondo VI.
Raimondo, nel 1210, in prime nozze, sposò Sancha d'Aragona (1186-ca.1241), che, secondo la Ex Gestis Comitum Barcinonensium, era la figlia terzogenita del re d'Aragona Alfonso il Casto (1157-1196) e di Sancha di Castiglia, figlia del re di Castiglia, Alfonso VII. Il matrimonio venne celebrato, nel 1210 come ci informa la Chronique de Maître Guillaume de Puylaurens sur la guerre des Albigeois. Secondo la nota CXX della  Histoire Générale de Languedoc avec des Notes, Tome II, il matrimonio, ma molto più probabilmente, l'impegno di matrimonio (Raimondo aveva circa sei anni) era avvenuto nel 1203. Sancha era sorella minore di Eleonora, la matrigna di Raimondo. Raimondo poi, nel 1241, divorziò da Sancha, che aveva circa 55 anni, perché non poteva più dargli l'erede maschio.
Nel novembre 1215, suo padre, Raimondo VI, fu a Roma a perorare la propria causa davanti al Concilio Lateranense IV, che condannò l'eresia dei Catari ed appoggiò incondizionatamente la crociata. Simone di Montfort fu riconosciuto conte di Tolosa, mentre le pretese del re di Francia di rendere la contea di Tolosa sua vassalla andarono deluse. Inoltre, al concilio lateranense, a Raimondo furono tolti anche i territori che egli possedeva entro i confini dell'impero e senza consultare l'imperatore, Ottone IV. Avignone ed il Contado Venassino, furono assegnati a colui che aveva guidato la crociata, Simone di Montfort. Comunque i territori non ancora conquistati dai crociati, sarebbero stati conservati dalla chiesa e consegnati al futuro Raimondo VII, al raggiungimento della maggiore età.
Durante la Crociata albigese, secondo il documento LXXXII della Histoire Générale de Languedoc, avec des Notes, tome V, nell'aprile 1216, Simone di Montfort, che da circa due anni era padrone di tutta la Linguadoca dai Pirenei al Rodano, si recò a Parigi per rendere omaggio al re di Francia, Filippo Augusto dei suoi nuovi domini: ducato di Narbona, contea di Tolosa, viscontea di Beziers e viscontea di Carcassonne; ma mentre Simone si trovava a Parigi, Raimondo, assieme al padre, Raimondo VI, sbarcò a Marsiglia e pose l'assedio a Beaucaire che prese il 24 agosto, dando inizio alla guerra di liberazione della contea di Tolosa.
Con il documento n° XXXIV della Histoire Générale de Languedoc, avec des Notes, Tome V, del gennaio 1217, Raimondo donò una sua proprietà ad un certo Raimondo de Rochafolio.
Continuò la guerra contro Simone di Montfort e, il 12 settembre 1217, fu l'artefice della riconquista di Tolosa, che riportò il padre al governo della città. Simone di Montfort mise subito l'assedio a Tolosa, che, dopo la sua morte, nel giugno 1218, fu continuato dal figlio Amalrico o Amaury di Montfort, che non aveva la tempra del padre e quindi non fu all'altezza di contrastare Raimondo VI, che, oltre a governare una parte della contea, che era stata riconquistata, con l'aiuto di Raimondo continuò nella riconquista. Il fronte crociato cominciò a sfaldarsi e nel 1221 Fanjeaux e Montréal furono riprese, con molti cattolici costretti all'esilio. 

Nel 1222, alla morte del padre, Raimondo VI, gli successe come Raimondo VII, nei titoli di conte di Tolosa, duca di Narbona e marchese di Provenza, continuò a combattere i Crociati della Crociata albigese, che furono sconfitti da lui e dal suo alleato, il conte di Foix Ruggero Bernardo il Grande e, poco dopo, la guerra praticamente terminò, con sconfitta dei Crociati.
La situazione però era mutata a seguito della disponibilità all'intervento nella crociata, proclamata nel 1223 dal nuovo re di Francia, Luigi VIII. Dopo due anni di relativa pace e dopo i grandi concili di Parigi e di Bourges, Luigi VIII ottenne la scomunica del nuovo conte, Raimondo VII, e lanciò la crociata nel 1226. Radunando l'esercito a Lione, territorio appartenente all'impero, si diresse a Tolosa passando da Avignone (assediata e conquistata, dopo tre mesi), Béziers e Carcassonne e le aree prima perdute dai Crociati vennero riconquistate e tutta la regione fu ai suoi piedi. In ottobre a Pamiers, Luigi VIII dichiarò che tutte le terre conquistate agli eretici appartenevano di diritto alla corona di Francia e organizzò la Linguadoca come un dominio della Francia.
A trarne però i frutti fu Luigi IX, succeduto al padre nel 1226; Luigi VIII morì infatti nel novembre di quell'anno ed i suoi sforzi contro gli albigesi vennero proseguiti dal successivo sovrano, il figlio Luigi IX, che difese gli interessi della Francia nella contesa con la chiesa ed il conte di Tolosa. Nel 1228 vi fu l'ennesimo assedio di Tolosa, che si concluse con la presa della città e la distruzione delle sue fortificazioni.
Nel 1229 i principali antagonisti giunsero ad un compromesso. La contea di Tolosa ed il marchesato di Provenza, privata dei territori del ducato di Narbona e della viscontea di Nîmes e dei territori che erano entro i confini dell'impero perduti da Raimondo VI, nel 1215 (questi ultimi, Avignone ed il Contado Venassino, Raimondo VII li dovette cedere definitivamente alla chiesa), rimasero al conte Raimondo VII, però vassallo della Francia, con l'impegno di maritare la sua unica erede, Giovanna, al fratello del re Luigi IX, Alfonso (il matrimonio tra Giovanna e Alfonso, secondo la Chronique de Guillaume de Nangis, fu poi celebrato nel 1241).
Col trattato di Parigi del 1229, la crociata era terminata e le persecuzioni, avrebbero dovuto avere termine, ma Raimondo VII, che favoriva una politica tollerante nei confronti degli eretici era sorvegliato da vescovi e legati pontifici che lo scomunicavano ogni volta che veniva ritenuto tiepido nel combattere l'eresia; nel 1233, Raimondo dovette prendere misure contro l'eresia, tra cui, l'inizio della Inquisizione nelle sue terre.
Nel 1234 l'imperatore Federico II consegnò a Raimondo il diploma imperiale che lo confermava, a dispetto della chiesa che l'aveva privato dei suoi diritti, in seguito al trattato di Parigi del 1229, di tutte le sue proprietà nell'ambito dell'impero, come viene riportato nel documento n ° CLXXVI della.
Nel 1235, come il suo rivale, il conte di Provenza, Raimondo Berengario IV, Raimondo VII partecipò all'assemblea di Haguenau, a fianco dell'imperatore Federico II, dove si rafforzò l'alleanza tra i due in chiave antiprovenzale (Raimondo Berengario IV che prima era alleato di Federico II, nella lotta tra il papa e l'imperatore, si era schierato a favore della chiesa, del papa e del re di Francia, Luigi IX, il Santo, che da circa un anno era divenuto genero di Raimondo Berengario, sposandone la figlia Margherita).
Raimondo VII, si presentava come il capo del partito anticlericale contro Raimondo Berengario, che invece era schierato a favore della chiesa.
Raimondo VII rimase neutrale (pur sperando in un successo degli insorti.) quando il figlio di Raimondo Ruggero Trencavel, defunto visconte di Béziers e Carcassonne, Raimondo Trencavel, rifugiato in Aragona e scomunicato dal 1227, passati i Pirenei con una banda di Catalani cercò di sollevare la Linguadoca contro il re di Francia, occupò Carcassonne, ma non conquistò la cittadella, che resistette ai suoi attacchi dal 17 settembre al 10 ottobre del 1240, per poi fuggire alla notizia dell'arrivo dell'esercito reale. La reazione contro gli insorti anche cattolici fu molto dura.
Dopo aver divorziato da Sancha d'Aragona, nel 1241, Raimondo VII si fidanzò (il contratto di fidanzamento secondo lo Spiciliegium Tome III, p. 621, fu redatto l'11 agosto 1241) con Sancha di Provenza, figlia terzogenita del conte di Provenza e conte di Forcalquier, Raimondo Berengario IV (1198 – 1245), e della moglie, Beatrice di Savoia (1206 – 1266), come risulta dalla cronaca del monaco benedettino inglese, cronista della storia inglese, Matteo Paris (1200 – 1259), quando ne descrive il matrimonio con il fratello del re d'Inghilterra, il conte di Cornovaglia, Riccardo e anche dal documento nº 154 del Peter der Zweite Graf von Savoyen, Markgraf in Italien, sein Haus und seine Lande, dello storico, Ludwig Wurstenberger, quando ci riferisce il contratto di fidanzamento del 1242. Dato però che il matrimonio necessitava di una dispensa papale e, alla morte (1241) di papa Celestino IV, il conclave impiegò molti mesi ad eleggere il nuovo papa, il fidanzamento fu rotto.
Ancora la Chronique de Guillaume de Nangis ci riferisce che, poche giorni dopo le nozze di sua figlia Giovanna con Alfonso, il re di Francia Luigi IX, nominò cavaliere Alfonso, donandogli, in perpetuo, il Poitou, l'Alvernia e i domini che la moglie avrebbe ereditato, nella terra degli Albigesi e nello stesso tempo chiese a Ugo X di Lusignano, Conte de La Marche di rendere omaggio a suo fratello Alfonso, conte di Poitiers; Ugo X si ribello.
Quando, il 12 maggio 1242, il re d'Inghilterra Enrico III sbarcò a Royan, Raimondo VII, appoggiando la ribellione contro suo genero, Alfonso di Poitiers, di Ugo X di Lusignano, si affrettò ad occupare Narbona e Bèziers, ma dopo che i rivoltosi erano stati sconfitti da Luigi IX e la ritirata di Enrico III da Saintes, i rivoltosi si demoralizzarono, Ugo X si arrese, il conte di Foix abbandonò la coalizione antifrancese e Raimondo, minacciato di scomunica, supplicò il re Luigi IX, che gli concesse il perdono in cambio della promessa di combattere l'eresia e attenersi al trattato di Parigi del 1229. Da allora Raimondo divenne molto zelante nell'annientare l'eresia, tanto che nell'anno della sua morte (1249), mandò al rogo, presso Agen, ottanta catari, anche se avevano ritrattato i propri errori.
Nel 1243 Raimondo VII sposò Margherita di Lusignano (?-1288) figlia del conte de La Marche, Ugo X detto il Bruno, Signore di Lusignano (1195-1249) e della moglie, Isabella Contessa di Angoulême (?-1246), mentre la sua ex fidanzata, Sancha in quello stesso anno si sposò con il fratello del re d'Inghilterra, Enrico III (1207 – 1272), il primo conte di Cornovaglia, Riccardo, che dal 1240 era vedovo della sua prima moglie, Isabella di Pembroke.
Secondo le Layettes du Trésor des Chartes II, il matrimonio tra Raimondo VII e Margherita non fu consumato e fu sciolto, nel 1245, per consanguineità: il documento nº 3360, del 13 giugno, mostra la lettera di apertura del procedimento di scioglimento; il documento nº 3367, del 13 luglio, mostra il rapporto dell'inchiesta che dimostrò la consanguineità degli sposi; ed infine il documento nº 3382, del 25 settembre, mostra la bolla di papa Innocenzo IV che approva e conferma lo scioglimento del matrimonio.
Approssimandosi alla morte Raimondo VII, il 23 settembre 1249, fece testamento, nominando sua erede la figlia Giovanna (heredem instituimus filiam nostram Johannam, uxorem illustri viri Alfonsi comitis Pictavensis), il testamento è riportato al documento 413 della Histoire Générale de Languedoc avec des Notes, tome VIII.
La morte di Raimondo VII, sempre nel 1249, pochi giorni dopo aver redatto il testamento viene ricordata sia dagli Annales Sancti Victoris Massilienses, che dalla Histoire Générale de Languedoc avec des Notes, tome V, ed anche dalla De genealogia comitum Tolosanorum che riporta data e luogo (Anno MCCXLIX, VI Kal Octobris, Raymundus ultimus comes Tolosanus, apud Amiliacum). Raimondo VII fu tumulato nell'Abbazia di Fontevrault, come aveva richiesto nel testamento.
Alla sua morte gli subentrò la figlia Giovanna mentre il genero, Alfonso, partecipava alla settima crociata.

## Discendenza
Raimondo e Sancha ebbero un'unica figlia:
- Giovanna[15](1220-1271), contessa di Tolosa e marchesa di Provenza, sposò nel 1241 Alfonso conte di Poitiers (1220-1271), fratello del re di Francia, Luigi il santo.

## Ascendenza
|                         |                    |                          | Genitori                      |  |  | Nonni |  |  | Bisnonni                   |  |  | Trisnonni             |  |
|                         |                    |                          |                               |  |  |       |  |  | Alfonso Giordano di Tolosa |  |  | Raimondo IV di Tolosa |  |
|                         |                    |                          |                               |  |  |       |  |  | Alfonso Giordano di Tolosa |  |  | Raimondo IV di Tolosa |  |
|                         |                    | Elvira di Castiglia      |                               |  |  |       |  |  | Alfonso Giordano di Tolosa |  |  |                       |  |
| Raimondo V di Tolosa    |                    |                          |                               |  |  |       |  |  | Alfonso Giordano di Tolosa |  |  |                       |  |
|                         |                    | Faydiva d'Uzès           | Raimondo Decano II d'Uzès     |  |  |       |  |  |                            |  |  |                       |  |
|                         |                    | Faydiva d'Uzès           | Raimondo Decano II d'Uzès     |  |  |       |  |  |                            |  |  |                       |  |
|                         |                    | Faydiva d'Uzès           | …                             |  |  |       |  |  |                            |  |  |                       |  |
| Raimondo VI di Tolosa   |                    | Faydiva d'Uzès           |                               |  |  |       |  |  |                            |  |  |                       |  |
|                         |                    | Luigi VI di Francia      | Filippo I di Francia          |  |  |       |  |  |                            |  |  |                       |  |
|                         |                    | Luigi VI di Francia      | Filippo I di Francia          |  |  |       |  |  |                            |  |  |                       |  |
|                         |                    | Luigi VI di Francia      | Berta d'Olanda                |  |  |       |  |  |                            |  |  |                       |  |
| Constance di Francia    |                    | Luigi VI di Francia      |                               |  |  |       |  |  |                            |  |  |                       |  |
|                         |                    | Adelaide di Savoia       | Umberto di Savoia             |  |  |       |  |  |                            |  |  |                       |  |
|                         |                    | Adelaide di Savoia       | Umberto di Savoia             |  |  |       |  |  |                            |  |  |                       |  |
|                         |                    | Adelaide di Savoia       | Gisella di Borgogna           |  |  |       |  |  |                            |  |  |                       |  |
| Raimondo VII di Tolosa  |                    | Adelaide di Savoia       |                               |  |  |       |  |  |                            |  |  |                       |  |
|                         | Goffredo V d'Angiò | Folco V d'Angiò          |                               |  |  |       |  |  |                            |  |  |                       |  |
|                         | Goffredo V d'Angiò | Folco V d'Angiò          |                               |  |  |       |  |  |                            |  |  |                       |  |
|                         | Goffredo V d'Angiò | Eremburga del Maine      |                               |  |  |       |  |  |                            |  |  |                       |  |
| Enrico II d'Inghilterra | Goffredo V d'Angiò |                          |                               |  |  |       |  |  |                            |  |  |                       |  |
|                         |                    | Matilda d'Inghilterra    | Enrico I d'Inghilterra        |  |  |       |  |  |                            |  |  |                       |  |
|                         |                    | Matilda d'Inghilterra    | Enrico I d'Inghilterra        |  |  |       |  |  |                            |  |  |                       |  |
|                         |                    | Matilda d'Inghilterra    | Matilde di Scozia             |  |  |       |  |  |                            |  |  |                       |  |
| Giovanna d'Inghilterra  |                    | Matilda d'Inghilterra    |                               |  |  |       |  |  |                            |  |  |                       |  |
|                         |                    | Guglielmo X di Aquitania | Guglielmo IX d'Aquitania      |  |  |       |  |  |                            |  |  |                       |  |
|                         |                    | Guglielmo X di Aquitania | Guglielmo IX d'Aquitania      |  |  |       |  |  |                            |  |  |                       |  |
|                         |                    | Guglielmo X di Aquitania | Filippa di Tolosa             |  |  |       |  |  |                            |  |  |                       |  |
| Eleonora d'Aquitania    |                    | Guglielmo X di Aquitania |                               |  |  |       |  |  |                            |  |  |                       |  |
|                         |                    | Aénor di Châtellerault   | Aimery I di Châttellerault    |  |  |       |  |  |                            |  |  |                       |  |
|                         |                    | Aénor di Châtellerault   | Aimery I di Châttellerault    |  |  |       |  |  |                            |  |  |                       |  |
|                         |                    | Aénor di Châtellerault   | Dangereuse de L'Isle Bouchard |  |  |       |  |  |                            |  |  |                       |  |
|                         |                    | Aénor di Châtellerault   |                               |  |  |       |  |  |                            |  |  |                       |  |

### Fonti primarie
- (LA)  Preuves de l'Histoire Générale de Languedoc, tome V.
- (LA)  Monumenta Germaniae Historica, Scriptores, tomus XXIII.
- (LA)  Petrus Vallis Caernaii Historia Albigensium, Patrologia Latina Vol. 213.
- (LA)  Histoire Générale de Languedoc avec des Notes, tome V.
- (LA)  Histoire Générale de Languedoc avec des Notes, tome IV.
- (LA)  Histoire Générale de Languedoc avec des Notes, tome VIII.
- (LA)  Monumenta Germaniae Historica, Scriptores, tomus XIII.
- (LA)  Monumenta Germaniae Historica, Scriptores, Tomus XXIV.
- (LA)  Annales Monastici Vol. I.
- (LA)  Rerum Gallicarum et Francicarum Scriptores, tomus XII.
- (LA)  Histoire généalogique de la maison d´Auvergne, Tome II.
- (LA)  Chronique de Robert de Torigny, Tome I.
- (LA)  Peter der Zweite Graf von Savoyen, Markgraf in Italien, sein Haus und seine Lande.
- (LA)  Matthæi Parisiensis, Monachi Sancti Albani, Chronica Majorar, vol. IV.
- (LA)  Layettes du Trésor des Chartes II.
- (LA)  Rerum Gallicarum et Francicarum Scriptores, tomus XIX.
- (LA)  Histoire Générale de Languedoc avec des Notes, Tome II.

### Letteratura storiografica
- E. F. Jacob, Innocenzo III, in Storia del mondo medievale, vol. V, 1980, pp. 5–53
- Austin Lane Poole, L'interregno in Germania, in Storia del mondo medievale, vol. V, 1980, pp. 128–152
- Frederik Maurice Powike, I regni di Filippo Augusto e Luigi VIII di Francia, in Storia del mondo medievale, vol. V, 1980, pp. 776–828
- Charles Petit-Dutaillis, Luigi IX il Santo, in Storia del mondo medievale, vol. V, 1980, pp. 829–864
- Paul Fournier, Il regno di Borgogna o di Arles dall'XI al XV secolo, in Storia del mondo medievale, vol. VII, 1981, pp. 383–410
- (FR)  Histoire Générale de Languedoc, Notes, Tome IV.
- (FR)  Histoire Générale de Languedoc avec des Notes, Tome IV.
- (FR)  Histoire Générale de Languedoc avec des Notes, Tome V.
- (FR)  Histoire Générale de Languedoc, Preuves, Tome VI.
- (FR)  Recueil des historiens des croisades. Historiens occidentaux.
- (FR)  Chronique de Guillaume de Puylaurens.
- (FR)  Chronique de Guillaume de Nangis.